# Jaroslav Skutil

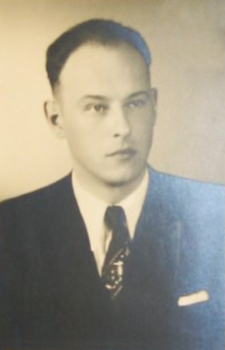
Jeho kolega pardubický „cukrář Formánek“ poručík Antonín Pulpán

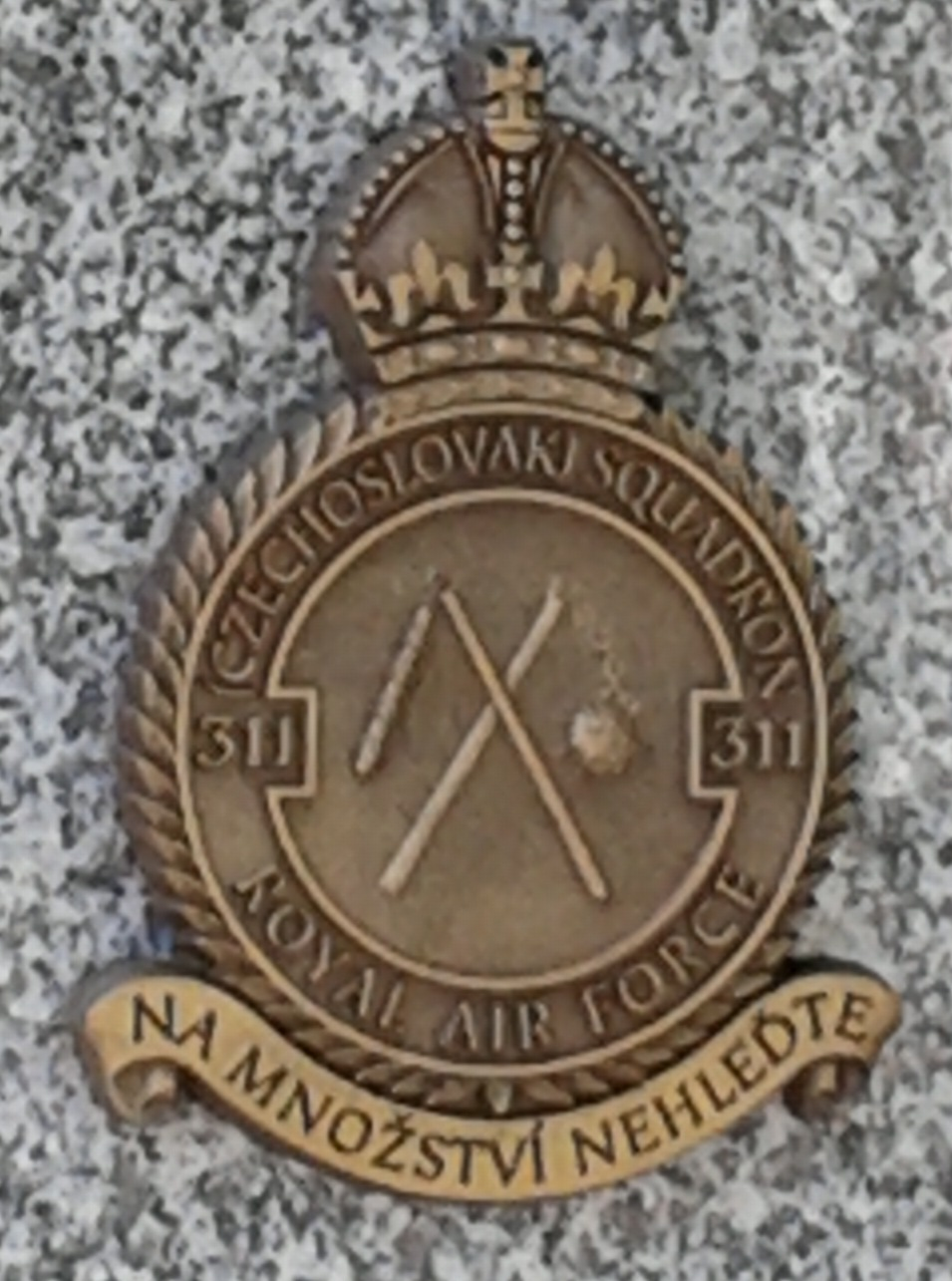
Insignie 311. československé bombardovací perutě RAF (№ 311 Bombing Squadron)

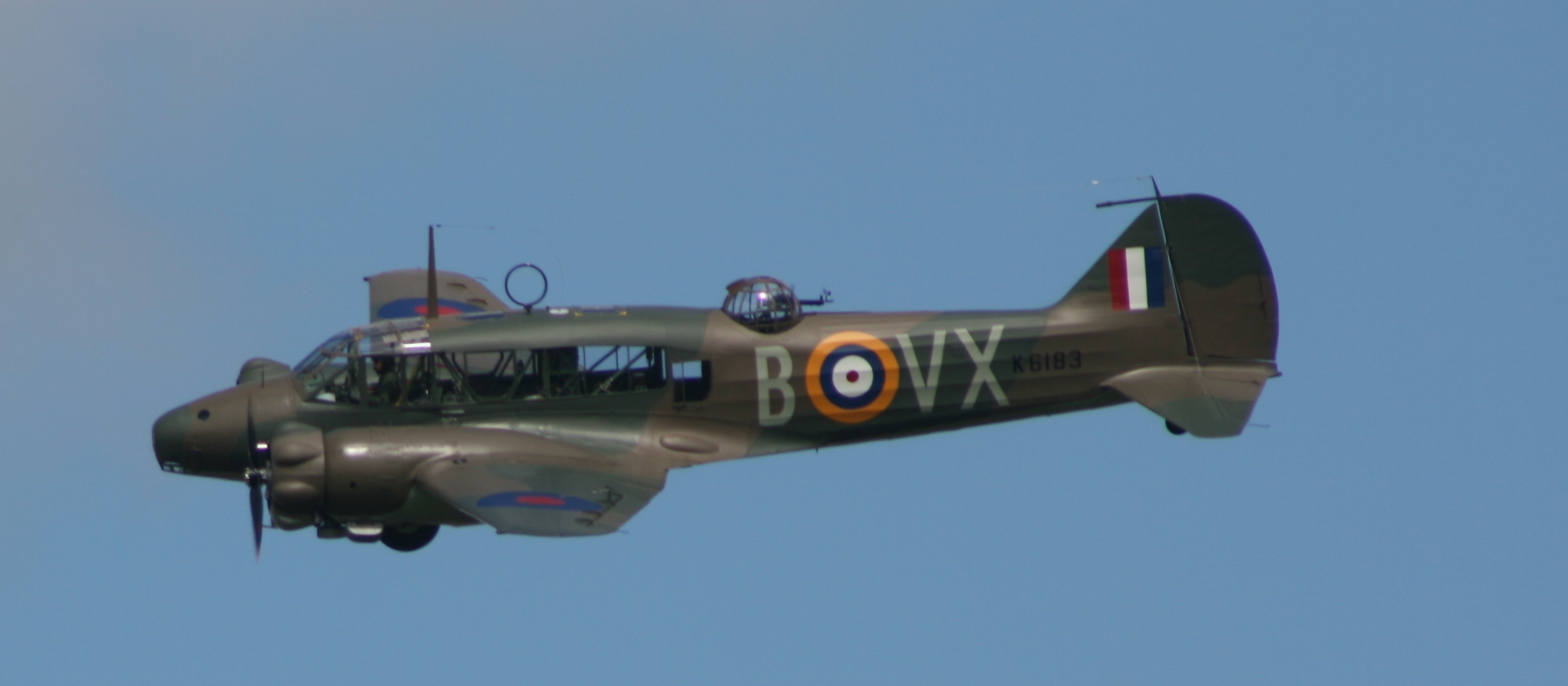
Cvičný letoun Avro Anson Mk. I v kamufláži RAF

Jaroslav Skutil, celým jménem Jaroslav Vlastimil Skutil,  (24. května 1910 Louny – 1. října 1940 Elton u Peterborough, hrabství Northamptonshire, Spojené království) byl voják z povolání, za Protektorátu Čechy a Morava člen regionální vojenské ilegální odbojové organizace Obrana národa (důstojník pro komunikaci a spoje ve štábu krajského vojenského velitelství Pardubice). Během zátahu gestapa na členy Obrany národa v únoru 1940 se štábnímu kapitánu Jaroslavu Skutilovi podařilo zatčení uniknout a z protektorátu se dostal do Anglie. Po odchodu do exilu byl zařazen k 311. československé bombardovací peruti RAF jako nadporučík. Zahynul tragicky při cvičném orientačním letu 1. října 1940.

## Život
Jaroslav Skutil se narodil 24. května 1910 v Lounech v Jeronýmově ulici číslo popisné 669. Jeho matkou byla Božena Skutilová (rozená Heverová) a jeho otcem byl strojvedoucí Jaroslav Skutil.

### V řadách regionální ON
V civilním povolání byl Jaroslav Skutil pracovníkem pardubické pošty ale u ilegálního regionálního (krajského) štábu ON Pardubice zajišťoval funkci důstojníka pro „komunikaci a spoje“ a měl i úlohu „propagačního důstojníka“. K jeho povinnostem patřilo i zajištění stabilní komunikace mezi regionální organizací a velením ON v Praze. V srpnu 1939 se účastnil úspěšného pokusu o navázání spojení s Prahou pomocí ilegální vysílačky. Navíc Jaroslav Skutil velel skupině pardubických „cukrářů“, jejichž celá skupina čítala celkem čtyři osoby. Byl to velitel „cukrářů“ štábní kapitán Jaroslav Skutil; jeho zástupce poručík Antonín Pulpán; Skutilův kolega, poštovní úředník Josef Šiler a železničář Evžen Zörkler. Úkolem „cukrářů“ byla tzv. „špinavá práce“ (sabotážní akce v továrnách, kladení nástražných výbušnin na železnici, fyzická likvidace nepohodlných osob, což byli lidé napomáhající aktivně protektorátnímu režimu především udavačstvím, apod.). Jaroslav Skutil měl bratra Ladislava Skutila, který byl za protektorátu pražským strojvůdcem a který byl též „zasvěcen“ do regionální odbojové činnosti.

### Likvidace první garnitury ON
Ve dvou zatýkacích vlnách (na podzim 1939 a v únoru 1940) došlo prakticky k rozbití ON a zničení tzv. první garnitury ON. U některých zatčených funkcionářů našlo gestapo dokonce jmenné seznamy příslušníků velení a jednotek, což mělo za následek další zatýkání. Zatčení funkcionáři ON byli internováni v koncentračních táborech. Funkcionáři, kteří unikli zatčení, přešli buď do hluboké ilegality nebo odešli do emigrace.
Během zátahu gestapa na členy ON v únoru 1940 se Skutilovi podařilo zatčení uniknout odchodem z protektorátu do Anglie. Jeho zástupce ve skupině pardubických „cukrářů“ (Antonín Pulpán) se včas ukryl a vyhnul se též zatčení. Po odchodu velitele cukrářů Jaroslava Skutila mimo protektorát převzal poručík Antonín Pulpán pomyslné žezlo „cukrářského velitele“.

### Mimo protektorát

#### Cesta k RAF
Ve Francii (přístav Marseille) se Jaroslav Skutil stal 14. dubna 1940 příslušníkem československé zahraniční armády. Po napadení Francie nacistickým Německem (10. května 1940, francouzská vláda podepsala kapitulaci 22. června 1940) byly čs. zahraniční jednotky evakuovány do Velké Británie. V čs. zahraniční armádě Jaroslav Skutil zařazen k 311. československé bombardovací peruti RAF.

#### Havárie
Poručík (Pilot Officer, zkratka P/O) Jaroslav Vlastimil Skutil (WOP/AG; radiooperátor/palubní střelec) tragicky zahynul dne 1. října 1940 při letecké havárii během cvičného orientačního letu na palubě letadla Avro Anson Mk. I (Anson R9649) u Eltonu poblíž Peterboroughu (hrabství Northamptonshire, Spojené království). Jeho ostatky byly pohřbeny 5. října 1940 na New Cemetry (hřbitov Eastfield), Peterborough, Northants (Northampton), společný hrob číslo 165, Oddělení 4, blok 9. V průběhu letu jeden z osmičlenné posádky (britský instruktor Sgt. G. O. Powis) odpálil při neopatrné manipulaci na palubě aeroplánu (do podlahy trupu) světlici ze signální pistole, která způsobila zapálení letounu. Spolu s Jaroslavem Skutilem zahynuli při následné havárii hořícího stroje další čtyři příslušníci RAF.

##### Podrobnosti havárie
Na palubě letounu Avro Anson Mk.I. R9649 se nacházelo celkem osm následujících členů posádky:
- Palubní radiotelegrafista/střelec pplk. P/O Jaroslav Skutil (* 24. května 1910 Louny); uhořel v letounu
- Palubní radiotelegrafista pplk. Sgt František Koukol (* 17. května 1915 Vamberk u Rychnova nad Kněžnou); uhořel v letounu
- Navigátor pplk. P/O Josef Slovák (* 12. září 1912 Lomnice u Tišnova); uhořel v letounu
- Druhý bombardovací pilot  pplk. Sgt Oskar Valošek (* 22. července 1916 Louky (Karviná)); uhořel v letounu
- britský instruktor (radiotelegrafista) Sgt. G. O. Powis; uhořel v letounu
- F/Lt M. J. Earle; zachránil se seskokem na padáku;
- Navigátor pplk. F/Lt (P/O) Jaroslav Kula (1. dubna 1914 Ostrava – 12. března 1942 Severní moře); zachránil se seskokem na padáku; v roce 1942 prohlášen za nezvěstného při náletu na Kiel (stroj Wellington R1802 KX-P)
- Kapitán letounu P/O Josef Němec; zachránil se seskokem na padáku (druhou světovou válku přežil).

Zpráva z vyšetřování události konstatovala, že letoun Avro Anson Mk.I. R9649 (vracející se na základnu kvůli špatnému počasí) se 1. října 1940 zřítil (podle pozice nalezeného motoru téměř vertikálně na zem) při cvičném letu poté, co letěl v malé výšce a najednou z něho vyšlehl velký oblouk kouře. Aeroplán byl následně zachvácen plameny načež se zřítil hořící do polí při poblíž Eltonu. Zcela ohořelé zbytky letouny byly roztroušeny na ploše přibližně patnácti čtverečných yardů. Při ohledání vraku bylo patrno, že oheň vypukl nečekaně někde u podlahy, poblíž stolku navigátora. Mezi troskami byla rovněž nalezena signální pistole obsahující vystřelenou raketu.
Na základě výpovědí přeživších členů posádky byly rekonstruovány události na palubě letounu Avro Anson Mk.I. R9649. Během návratu požadoval navigátor Jaroslav Kula upřesnit polohu aeroplánu načež se jali druhý navigátor a kapitán letounu Josef Němec studovat mapu. Asi 30 minut před havárií přešel britský radiotelegrafista G. O. Powis do přední části letounu aby předal aktuální zaměření navigátorovi. Deset minut poté dostal navigátor Jaroslav Kula druhé zaměření polohy stroje od českého radiotelegrafisty Františka Koukola. Jaroslav Kula a František Koukol se dostali do sporu nad mapou, neboť měli problémy zanést do ní polohu letounu. Mezitím britský instruktor G. O. Powis přešel opět do přední části trupu a ocitl se tak u konce stolku navigátora, přímo vedle schránky se signální pistolí. V okamžiku exploze se kapitál stroje Josef Němec rozhlížel ven z pravého okénka, otočil se a uviděl na podlaze pod stolkem navigátora oheň. S výkřikem „Hoří!“ se následně Josef Němec pokusil oheň uhasit, což se ovšem nedařilo. V tu dobu seděl Jaroslav Skutil ve střelecké věži. Aeroplán se rychle plnil kouřem a kapitál letounu Josef Němec vydal rozkaz k nouzovému opuštění letounu. Tou dobou byla letová výška nad terénem asi 400 stop. Josef Němec si připevnil padák, prošel trupem dozadu a letoun opustil. Jeden z radiotelegrafistů se snažil opustit aeroplán střešním únikovým otvorem, druhý radiotelegrafista se snažil dostat ven bočním oknem. Poté, co uslyšel explozi a spatřil oheň pod svým stolem, vzal si navigátor Jaroslav Kula svůj padák a opustil stroj. Závěr zprávy (zhotovil ji tehdejší velitel 311. perutě W/C J. F. Griffiths, DFC) konstatoval, že to byl nejspíše britský instruktor a radiotelegrafista Sgt. G. O. Powis, kdo vložil ruku do schránky se signální pistolí, nechtěně zmáčknul kohoutek a vystřelil světlici do podlahy letounu.

## Připomínky

### Mimo Českou republiku
- Jeho jméno je uvedeno v Čestné knize padlých v Bitvě o Británii v kapli Westminsterského opatství;[5][2]
- Jeho jméno („SKUTIL J“) je uvedeno na památníku věnovaném letcům RAF ve státě Lincoln (Canwick Hill, hrabství Lincolnshire, jižně od centra Lincolnu, nedaleko vesnice Canwick, Velká Británie).[9]

### V České republice
- Na jeho rodném domě v Lounech v Jeronýmově ulici číslo popisné 669 byla v září 2015 instalována pamětní deska.[5] V horní levé třetině desky je umístěn okřídlený znak Královského vojenského letectva britských ozbrojených sil (Royal Air Force; RAF), v pravé horní třetině desky je logo města Louny, pod nímž je nápis LOUNY // 2015. Na spodních dvou třetinách pamětní desky je přes celou její šíři nápis: V TOMTO DOMĚ SE 24. KVĚTNA 1910 NARODIL // P/O JAROSLAV SKUTIL // 311. ČESKOSLOVENSKÁ BOMBARDOVACÍ PERUŤ RAF //[1]
- Urna s prstí z jeho hrobu je uložena v prostějovském Památníku československým letcům padlým ve druhé světové válce, pod číslem 225;[5][2]
- Jeho jméno („SKUTIL JAROSLAV“) je uvedeno na pomníku věnovaném československým letcům v Prostějově (Brněnská, hřbitov).[12]
- Jeho jméno („pplk. Skutil J.“) je uvedeno na pomníku Obětem 2. světové války v Žatci (Plzeňská, kruhový objezd ulic Plzeňská, Nákladní).[13]
- Jeho jméno („SKUTIL J.“) je uvedeno mezi 546 jmény na pomníku Obětem 2. světové války v Praze 6 Bubenči.[14]
- Jeho jméno („P/O Jaroslav SKUTIL †“) je uvedeno na dodatečně přidaných deskách se jmény Čechoslováků ve službách RAF na pomníku československých letcům, známém jako Památník Okřídlený lev, který se nachází v parku na Klárově v Praze 1.[15]

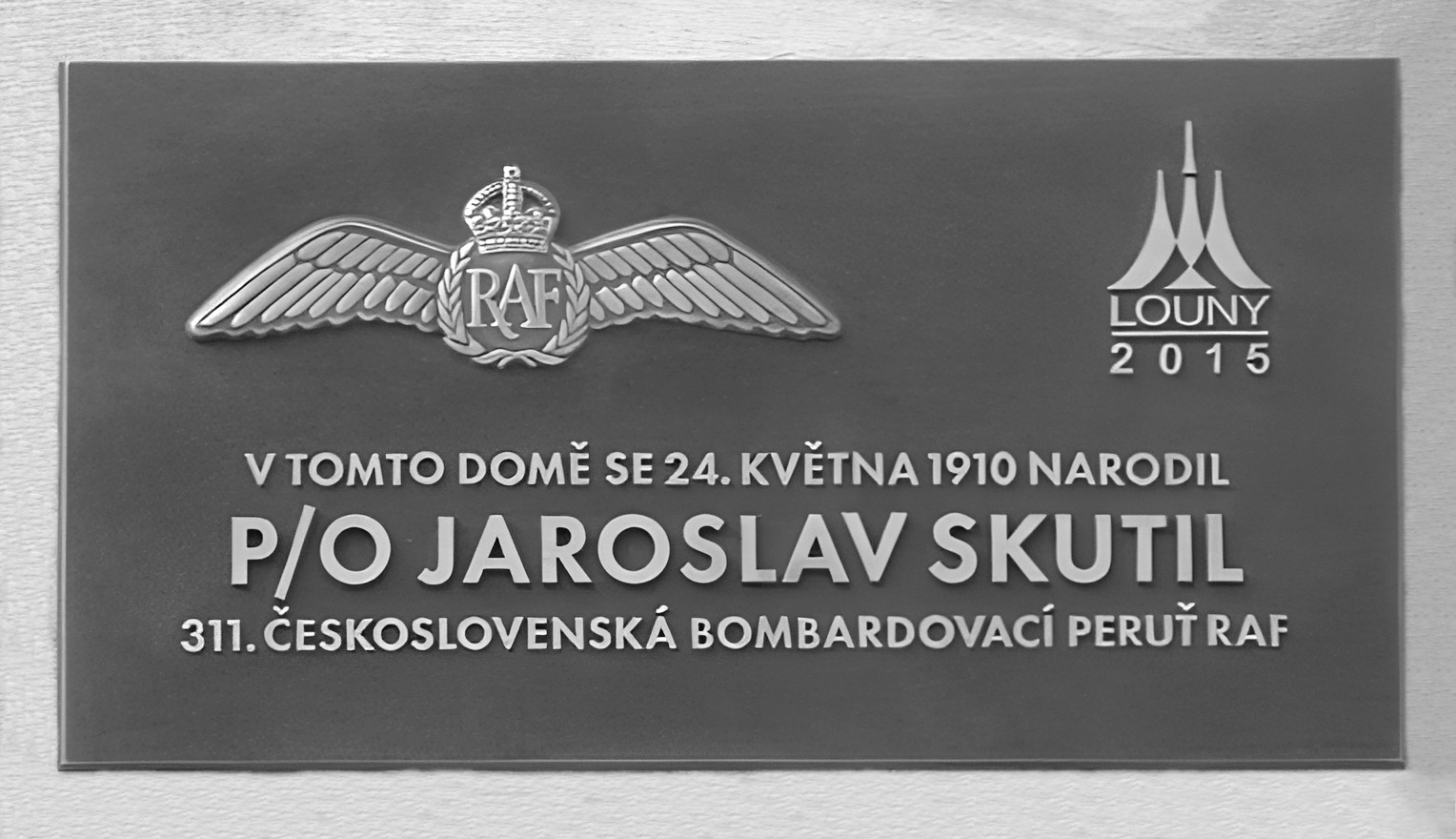
Pamětní deska Jaroslava Skutila na jeho rodném domě v Lounech
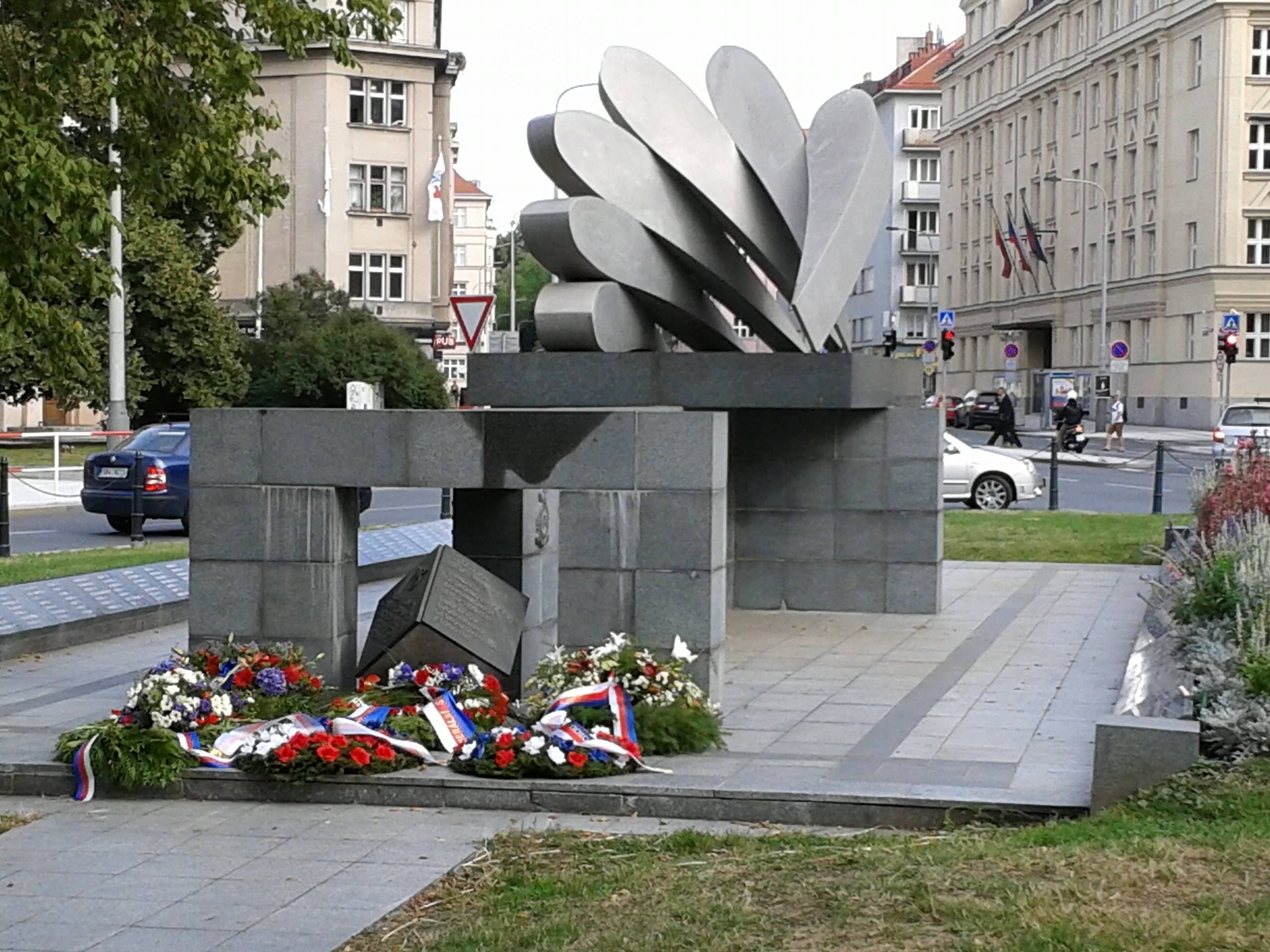
Památník padlých československých letců v letech 1939–1945 v pražské Bubenči
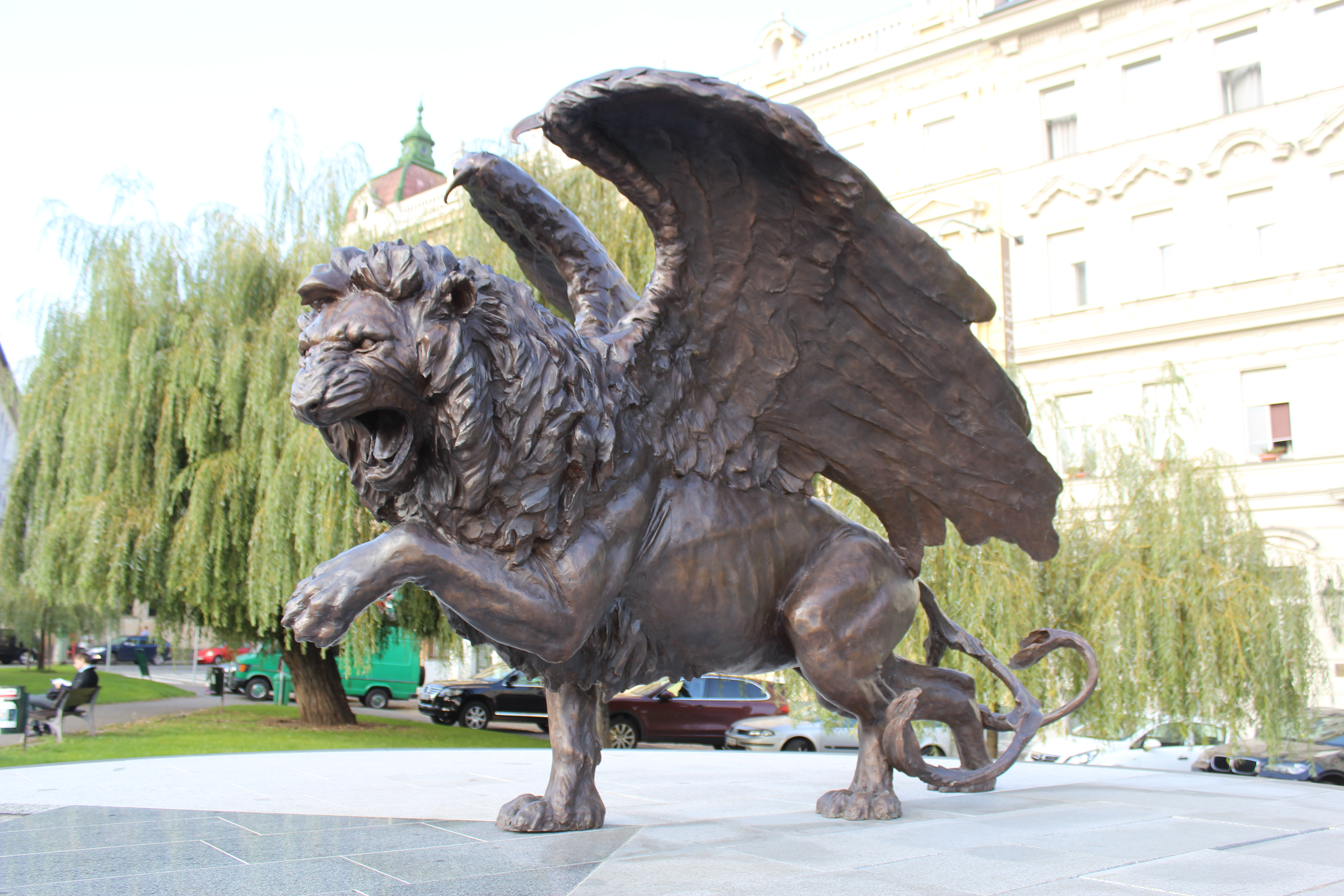
Památník Okřídlený lev na pražském Klárově (s doplněnými seznamy Čechoslováků v RAF)